# Scharfrichterhaus (Vorsfelde)

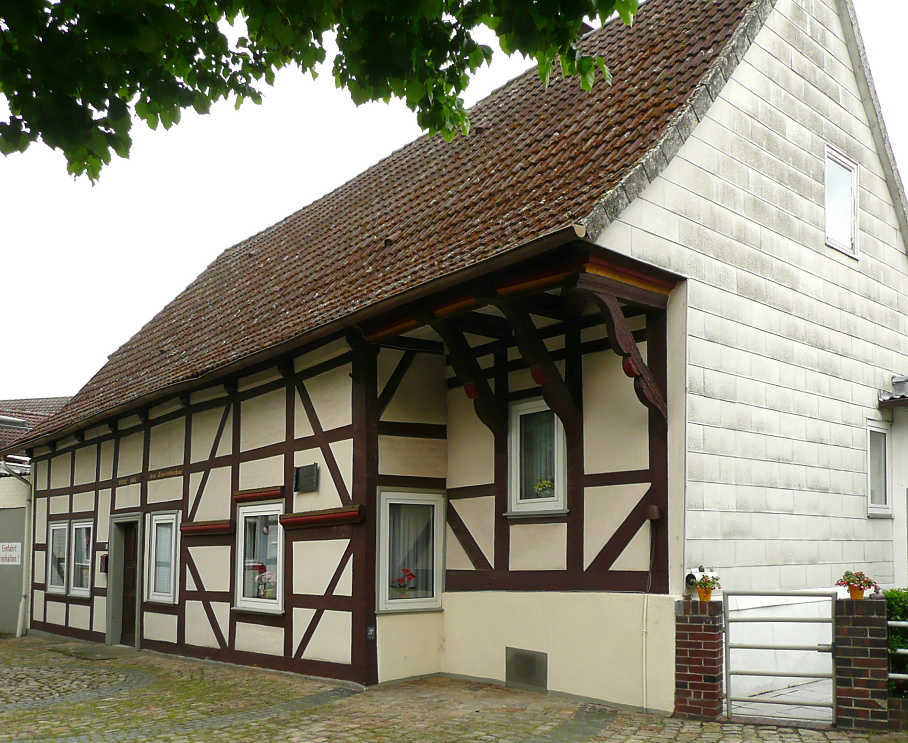
Früheres Scharfrichterhaus in Vorsfelde (2010)

Das frühere Scharfrichterhaus ist ein Wohnhaus im Wolfsburger Ortsteil Vorsfelde in Niedersachsen. Es wurde nach einem Stadtbrand im Jahr 1607 als traufständiger Ackerbürgerhof errichtet und steht unter Denkmalschutz.

## Beschreibung
Das Fachwerkhaus ist ein eingeschossiges Wohngebäude. Es verfügt über eine charakteristische Auskragung des Daches mit darunter liegenden Stützknaggen. Es steht an einer Abknickung der Meinstraße. In Verbindung mit dem Nachbarhaus besteht in dem Knick eine kleine platzähnliche Fläche. Dort stand eine 300-jährige Kastanie, die bei einem Sturm am Himmelfahrtstag 1979 umstürzte.
Bereits das Vorgängergebäude war das Scharfrichterhaus im Ort. Es brannte beim Stadtbrand von 1604 ab und wurde für den Scharfrichter in der heutigen Form wieder aufgebaut. Es hat ein massives Kellergeschoss aus Stein, das wegen des hohen Grundwasserstands 1,2 Meter aus dem Boden herausragt. Der Keller wurde auch als Gefängnis genutzt. Eine Folterkammer lag seitwärts am Haus und war nur von außen zu erreichen. Sie verfügte über ein kleines Fenster, das mit einer Luke verschlossen werden konnte. Laut einer Beschreibung des Fleckens Vorsfelde von 1761 war der Hof des Grundstücks nur 60 m² groß. Der letzte Scharfrichter war Johann Conrad Löwe († 1801), der das Amt im Nebenberuf ausübte und im Hauptberuf Abdecker im Amtsbezirks Vorsfelde war. Beim Erwerb des Gebäudes 1842 durch eine Familie namens Nacke wurden die Foltergeräte verkauft; das Richtschwert bewahrte der Superintendent der Propstei Vorsfelde auf. Später kam es an das Landesmuseum Braunschweig.
Das ehemalige Scharfrichterhaus ist nach dem Imkerhaus von 1590 das zweitälteste Haus in Vorsfelde.

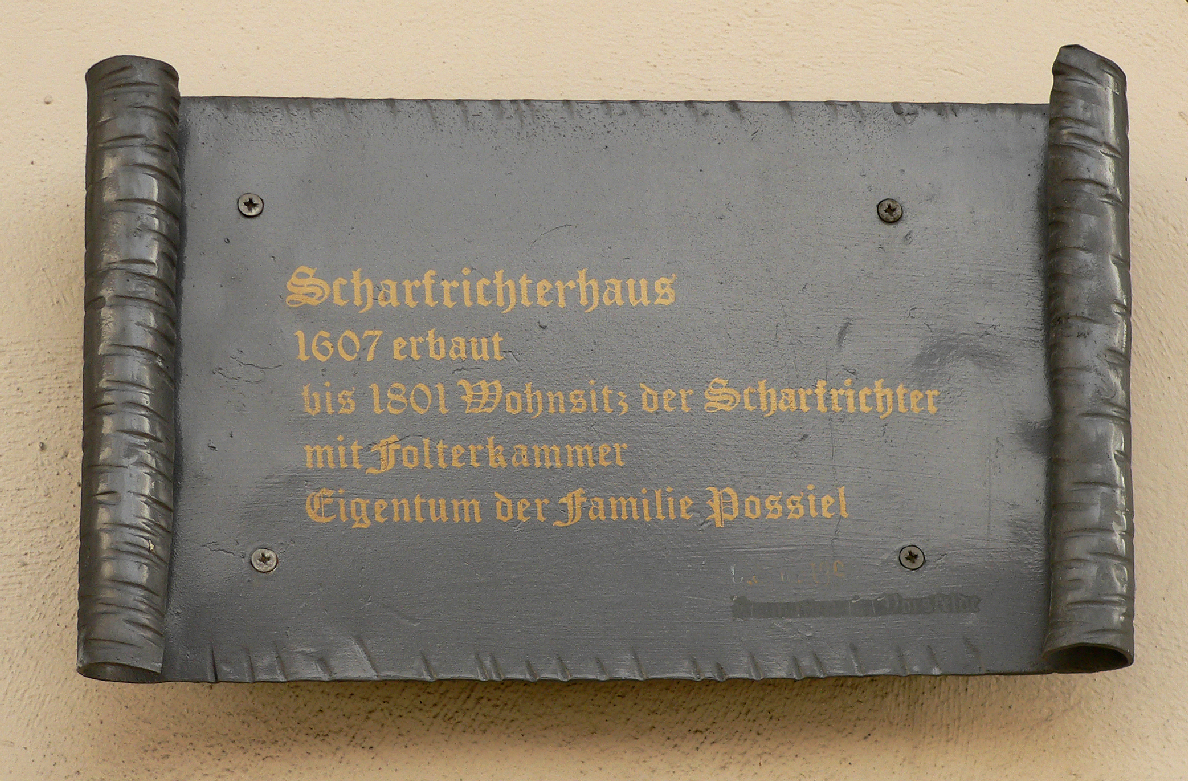
Tafel des Heimatvereins Vorsfelde am Gebäude
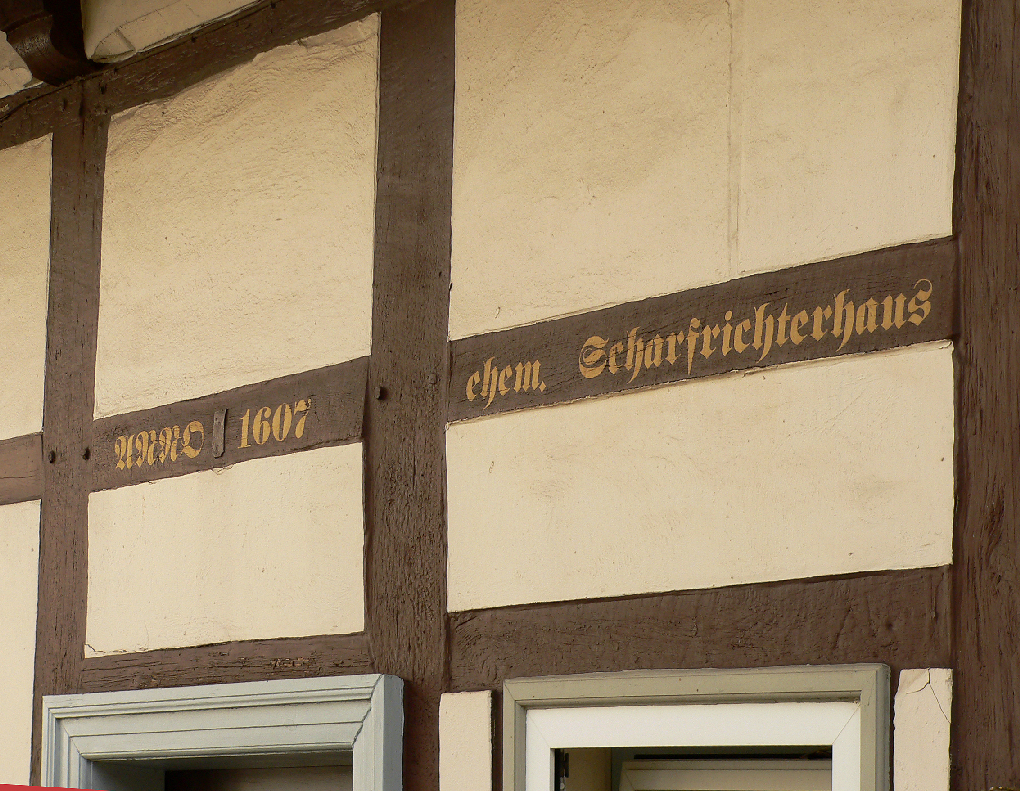
Balkeninschrift zum Alter und zur Funktion
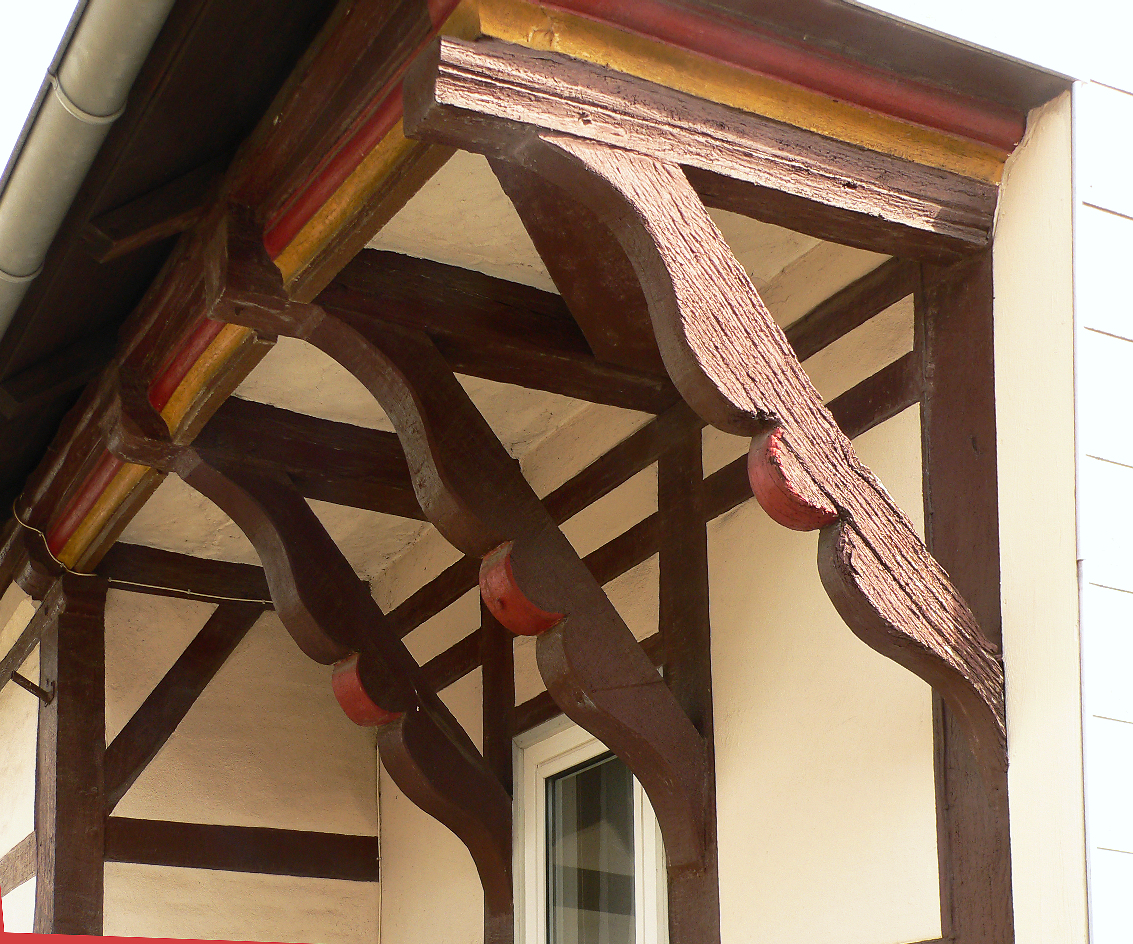
Gebälk